# 歪子歪
歪子歪，原寫為歪仔歪，是台灣宜蘭縣羅東鎮的一個傳統地域名稱，位於該鎮西北部。相較於今日行政區，其範圍大致與仁愛里相近。

## 歷史
台灣清治末期，歪子歪地區為一街庄，稱為「歪仔歪庄」，隸屬於清水溝堡。該庄昔日西及西北隔羅東溪與廣興庄、尾塹庄為界，東北與二結庄為鄰，東邊為四結庄，南邊為竹林庄、北成庄。
1901年（日治明治三十四年）11月，廢縣廳改設二十廳，該庄隸屬於宜蘭廳，編入第十區。1905年（明治三十八年）7月，第十區改名「清水溝區」。1909年（明治四十二年）10月，合併二十廳為十二廳，該庄仍隸屬於宜蘭廳。1920年（大正九年），廢十二廳改設五州二廳，該庄改制並雅化為「歪子歪」大字，隸屬於臺北州羅東郡羅東街，大字下有「歪子歪」、「頂一結」小字名。
戰後羅東街改制為羅東鎮，隸屬於臺北縣，大字改制為里。1950年10月，北、基、宜分治，羅東鎮改隸屬於宜蘭縣。

## 聚落
本地區發展較早的聚落有歪仔歪（清水溝）、頂一結等，在日治期初期的官方地圖上已有記載。此外，本地區尚有忠孝新村聚落。

## 交通
縣道196號（復興路三段）是三星至五結鄉下清水的道路，大致以北北西－南南東走向經過歪子歪地區。由該道路向北北西轉西南西可前往尾塹、大洲、阿里史與紅柴林交界地帶、三星市區並止於省道台7丙線路口，向南南東可前往竹林、頂五結、中一結、中二結、四百名、一百甲並止於五結防潮閘門西北側。
鄉道宜22線（河濱路）是清洲至五結鄉新店的道路，其西側端點位於本地區西北部邊界外緣的縣道196號路口。由此向東北轉東可前往二結、下三結、茅子寮、一百甲、頂清水並止於新店聚落東側的省道台2線路口。